# Лукашовка (Золотоношский район)
Лукашо́вка (укр. Лукашівка) — село в Золотоношском районе Черкасской области Украины.
Население по переписи 2001 года составляло 398 человек. Занимает площадь 1,55 км². Почтовый индекс — 19745. Телефонный код — 4737.

## Местный совет
19745, Черкасская обл., Золотоношский р-н, с. Хрущовка

## Известные люди
В селе родился Сукач, Николай Архипович — Герой Советского Союза.